# Señoreaje
El concepto de señoreaje se remonta al beneficio que percibía la autoridad de las casas de moneda por acuñar una pieza cuyo valor intrínseco era menor al nominal. En la actualidad el concepto toma cierto carácter peyorativo, aunque sigue siendo esencialmente el mismo pero aplicado al papel moneda: dejando de lado el reducido coste de imprimirlo, por señoreaje se entiende el hecho de que el derecho a "producir" dinero puede constituir para el emisor —Bancos Centrales u organismos emisores— una fuente de ingresos.

## Señoreaje ordinario
Normalmente, el señoreaje es un préstamo sin intereses (de oro, por ejemplo) al emisor de la moneda o billete. Cuando la moneda se desgasta, el emisor la recompra a su valor nominal, equilibrando los ingresos recibidos cuando se puso en circulación sin ninguna cantidad adicional por el valor de los intereses de lo que recibió el emisor.
Históricamente, el señoreaje era la ganancia resultante de la producción de monedas, restando los gastos de fabricación (braceaje). La plata y el oro se mezclaban con metales comunes para producir monedas duraderas. Por ejemplo, la libra esterlina tenía un 92,5 % de plata. El metal común añadido (y la plata pura retenida por la Casa de la Moneda del gobierno) era, menos los costes, la ganancia: el señoreaje. Antes de 1933, las monedas de oro de los Estados Unidos estaban compuestas por un 90 % de oro y un 10 % de cobre. Para compensar la falta de oro, las monedas estaban sobreponderadas. Un águila estadounidense (Gold American Eagle) de una onza tendrá tanta cantidad de aleación como sea necesaria para contener un total de una onza de oro (que será más de una onza). El señoreaje se obtiene vendiendo las monedas por encima del valor de fundición, a cambio de garantizar el peso de la moneda.
Con arreglo a las normas que rigen las operaciones monetarias de los principales bancos centrales, el señoreaje de los billetes es el pago de intereses que reciben los bancos centrales por la cantidad total de moneda emitida. Suele adoptar la forma de pagos de intereses sobre bonos del Tesoro adquiridos por los bancos centrales, lo que pone más dinero en circulación. Si la moneda se recauda o se retira definitivamente de la circulación, nunca se devuelve al banco central; el emisor de la moneda se queda con el beneficio del señoreaje al no tener que volver a comprar la moneda gastada a su valor nominal.

## El señoreaje como impuesto
Los economistas consideran el señoreaje como una forma de "impuesto inflacionista", que transfiere recursos al emisor de la moneda desde los tenedores de la moneda existente. Los bancos (o gobiernos) que dependen en gran medida del señoreaje y de las fuentes de ingresos de reserva fraccionaria pueden considerarlas contraproducentes debido a los efectos negativos de la inflación. La inflación monetaria puede formar parte de los objetivos de inflación. Los defensores del dinero duro argumentan que los bancos centrales no han logrado alcanzar la estabilidad de precios. En lugar de acumular señoreaje mediante la inflación monetaria, la mayoría de los gobiernos optan por recaudar ingresos principalmente a través de impuestos formales y otros medios.

## Características
El dinero en efectivo puede considerarse como un título de deuda (contra el estado o emisor) que no obtiene intereses. Como contrapartida a tal emisión de efectivo, el emisor generalmente adquiere activos que sí devengan intereses, como reservas de divisas, títulos públicos y préstamos a los bancos privados. En un sistema de caja de conversión, por ejemplo, el banco central tiene que adquirir reservas sobre el exterior en cantidad igual a la emisión de moneda nacional. Como resultado de la emisión de deuda que no devenga intereses (efectivo) y el mantenimiento de activos que sí los devengan (reservas sobre el exterior, entre otros), el banco central obtiene unas utilidades brutas que los bancos centrales a menudo llaman también señoreaje.
Adicionalmente, los intereses de reserva o "encaje bancario" que se imponen a los bancos puede que tampoco devenguen intereses (o que estén remunerados a tasas muy por debajo de las del mercado) contribuyendo así al señoreaje.
Por tal motivo, la corriente anual de señoreaje se mide frecuentemente por el incremento del llamado dinero primario o base monetaria (el dinero en efectivo más las reservas de los bancos).
Adicionalmente, existe un señoreaje secundario, también denominado señoreaje bancario, asociado a la creación secundaria de dinero.

### Implicaciones de la dolarización sobre el señoreaje
Cuando un país adopta una moneda extranjera para que tenga curso legal, está inmediatamente renunciando al derecho de señoreaje, es decir, las utilidades que percibe la autoridad monetaria por el derecho de emisión de moneda. Este costo puede ser considerable y continúa con carácter anual.
La dolarización afecta a dos tipos de pérdida de señoreaje: en primer lugar, está el costo inmediato sobre la masa de moneda ya que a medida que se introduce la divisa extranjera –generalmente el dólar de Estados Unidos (US$)– y se retira de circulación la moneda nacional, las autoridades tienen que comprar el volumen monetario en poder del público y los bancos, devolviéndoles el derecho de señoreaje que se ha ido acumulando con el tiempo.
En segundo lugar, las autoridades monetarias pierden las utilidades del señoreaje futuro que produce la circulación de nueva moneda emitida cada año para satisfacer el incremento de la demanda de efectivo. A esto habría que añadir los negativos efectos de la inflación importada en caso de que el nivel de precios de Estados Unidos aumentase en mayor medida que el nivel de precios nacional.
Estados Unidos, aumenta sus ingresos de señoreaje y ha habido un debate acerca de si debería compartir parte de estos ingresos con las economías dolarizadas. A este respecto existe un precedente en los acuerdos suscritos entre Sudáfrica y otros tres estados que utilizan el Rand (Lesoto, Namibia y Suazilandia). Aunque Estados Unidos no ha suscrito ningún acuerdo con Panamá ni con ninguna otra economía legalmente dolarizada, en el Senado de Estados Unidos se han presentado algunas propuestas que prevén legislar el reembolso del señoreaje.